# Jatropha monroi
Jatropha monroi är en törelväxtart som beskrevs av Spencer Le Marchant Moore. Jatropha monroi ingår i släktet Jatropha och familjen törelväxter. Inga underarter finns listade i Catalogue of Life.